# Court Tomb

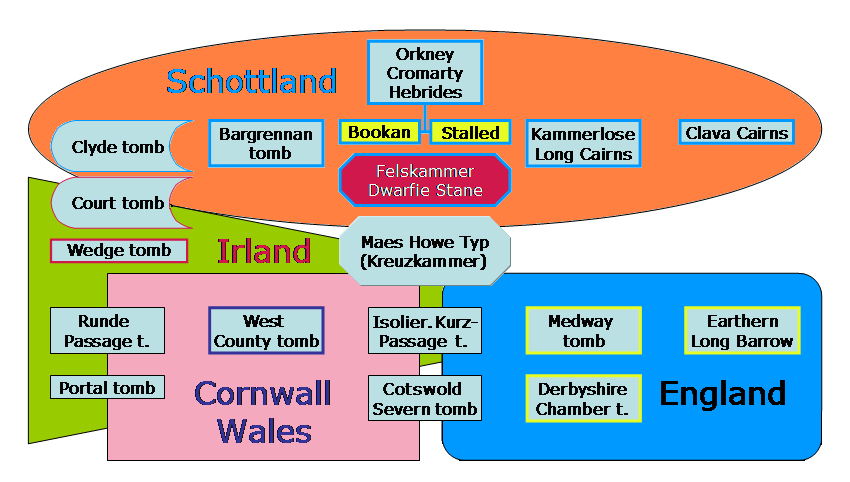
Britische Megalithik

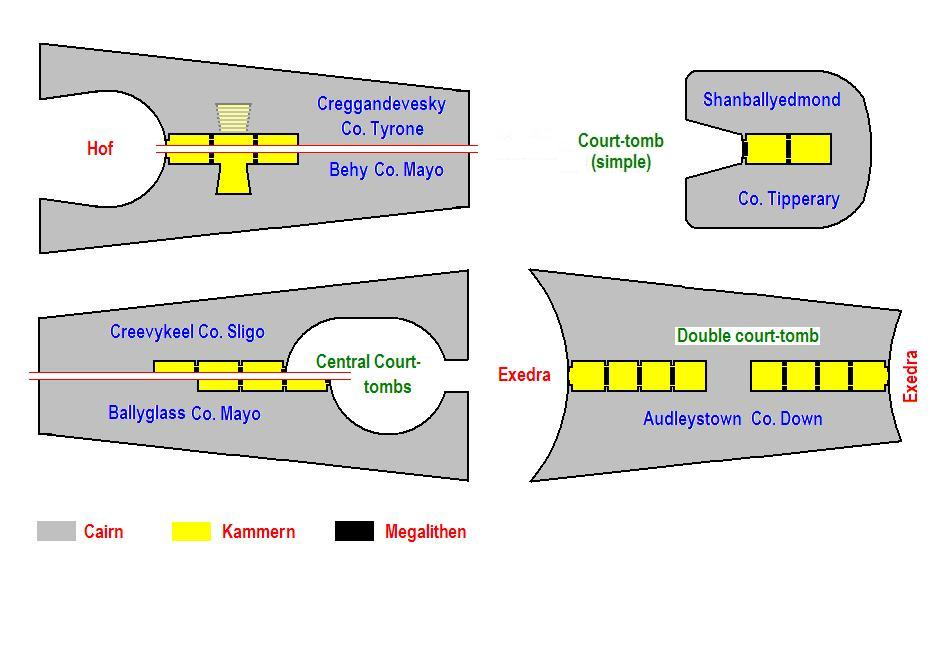
Verschiedene Formen von Court Tombs

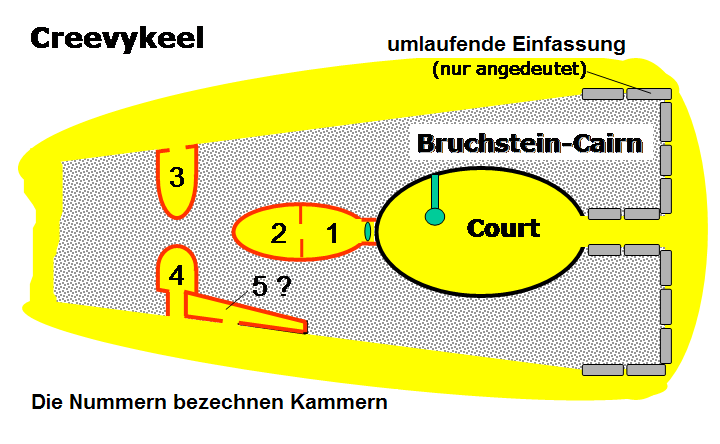
Creevykeel

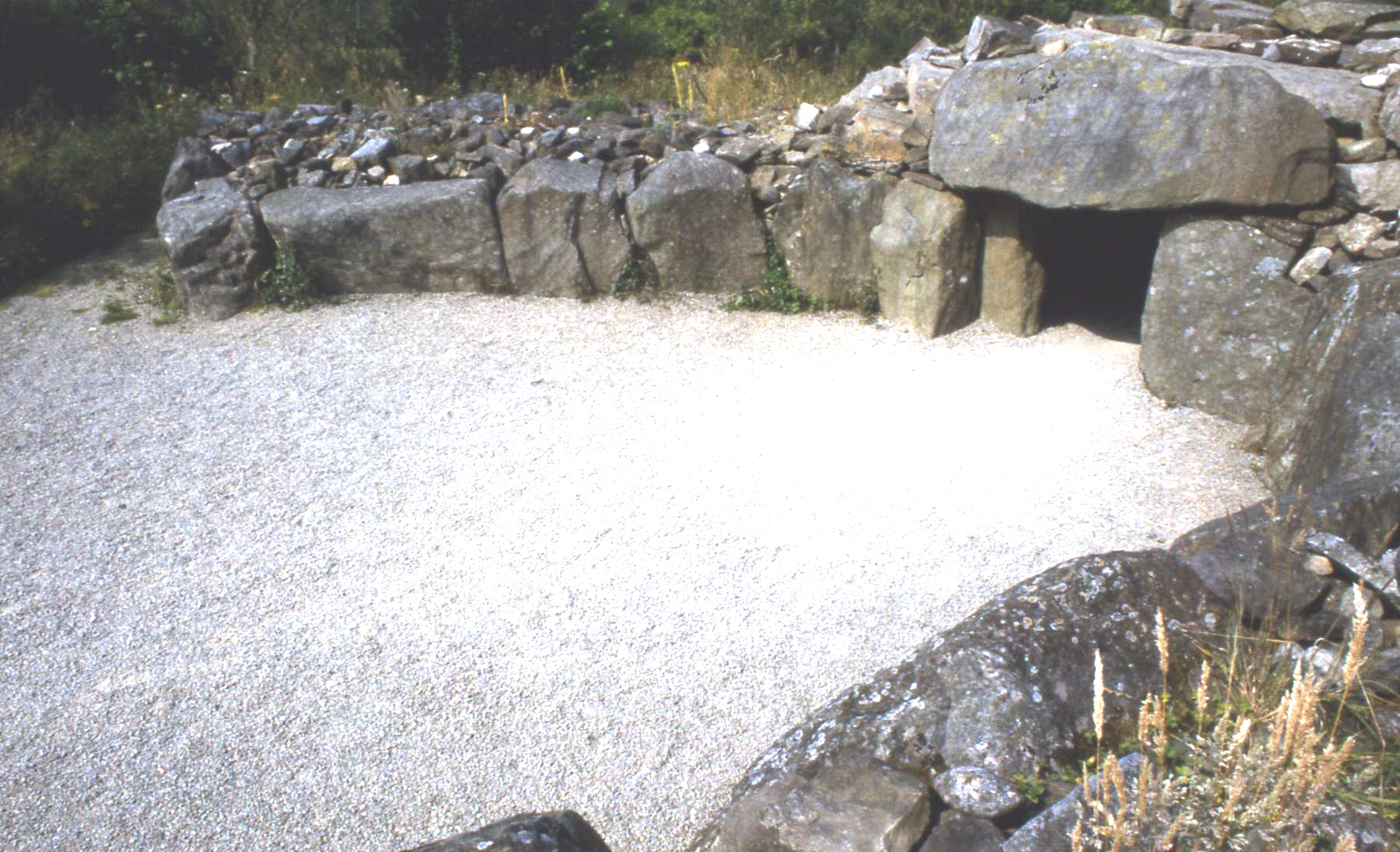
Court Tomb Rekonstruktion
im Ulster History Park

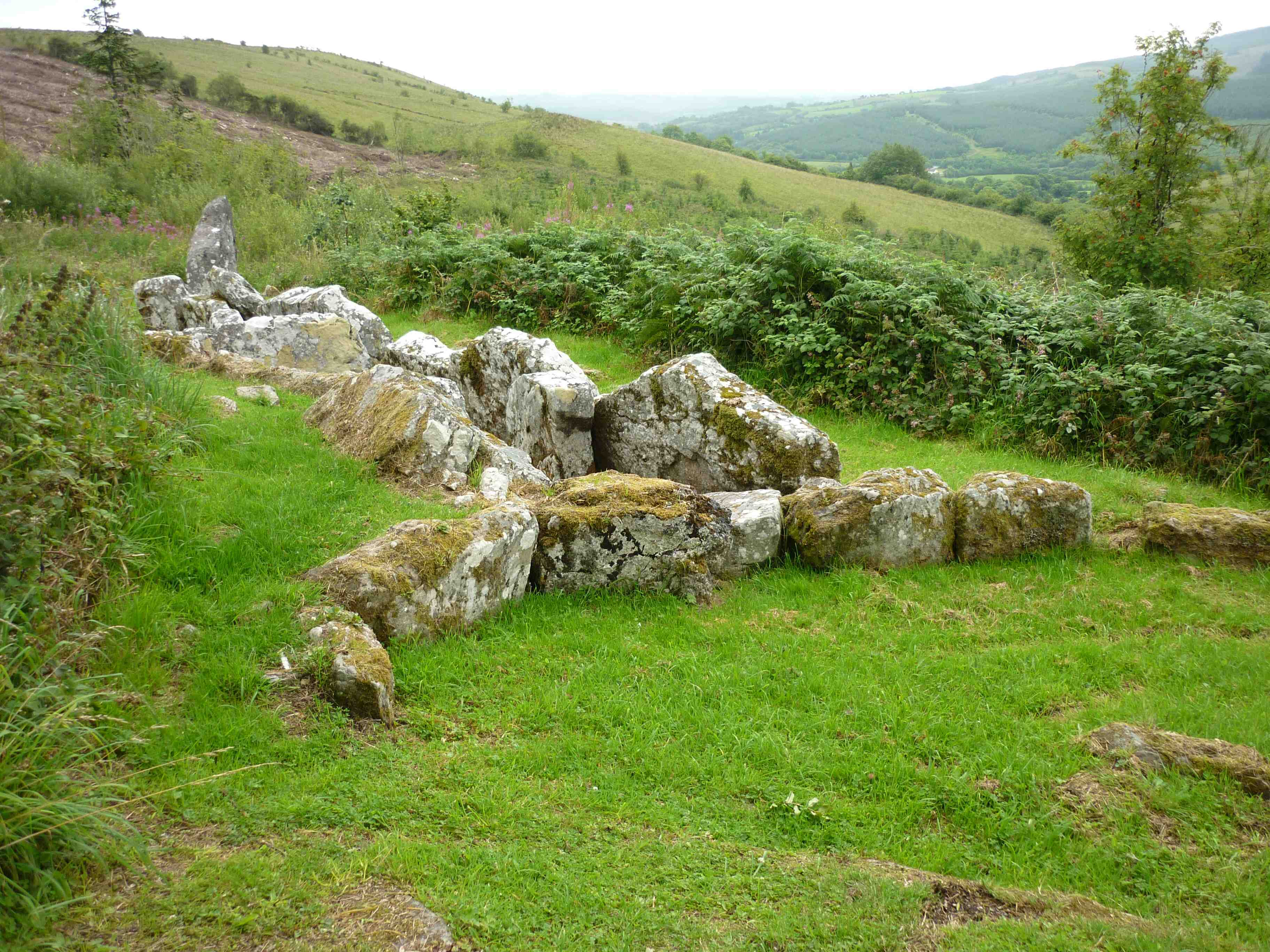
Dual Court Tomb von Boho

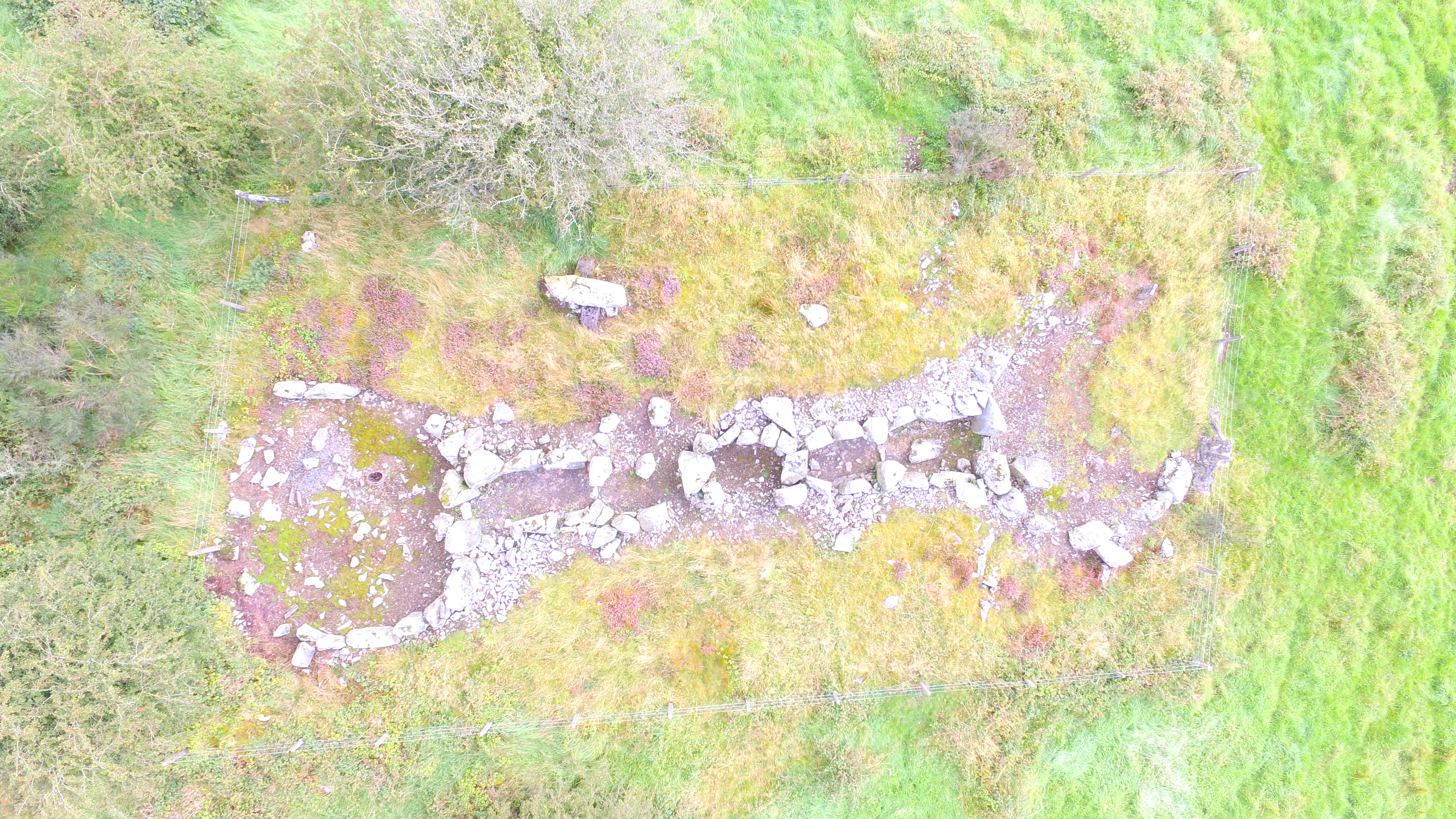
Dual Court Tomb von Cohaw

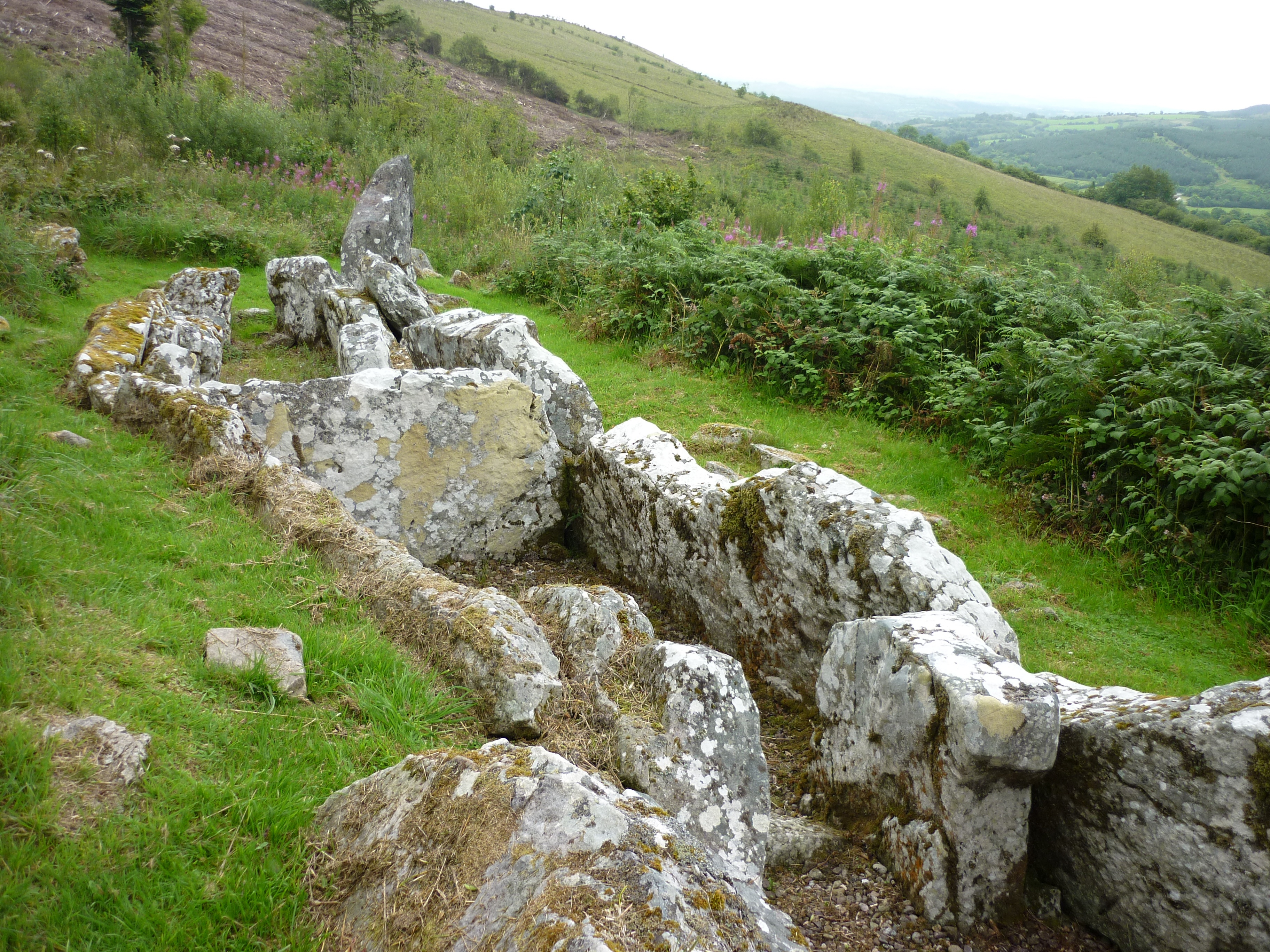
Dual Court Tomb von Boho

Das Court Tomb oder Court Cairn (deutsch „Hofgrab“) lokal auch Horned Cairn genannt (von schottisch-gälisch Cairn für Steinmal), gehört zu den megalithischen Kammergräbern (englisch Chambered Tombs) in Irland und Großbritannien. Es wird mit etwa 400 Exemplaren überwiegend in der Provinz Ulster, im Norden von Irland beziehungsweise in Nordirland gefunden. Seit 1957, als die Erfassung der irischen Court Tomb erfolgte, wurden 64 Anlagen hinzugefügt.

## Verbreitung
Die Verteilung besser erhaltener Anlagen auf die irischen Countys ist wie folgt: Mayo 36, Sligo 8, Galway 6, Donegal und Cavan 3, Tyrone, Derry und Fermanagh 2, Antrim, Tipperary und Kilkenny 1. Neolithische Monumente sind Ausdruck der Kultur und Ideologie neolithischer Gesellschaften. Ihre Entstehung und Funktion gelten als Kennzeichen der sozialen Entwicklung.
Der Name Court Tomb wurde 1960 von dem irischen Archäologen Ruaidhrí de Valera eingeführt. Die bis zu 60 m langen Anlagen (Creevykeel im County Sligo und Farranmacbride im County Donegal) werden auch als gehörnte (englisch horned) Cairns bzw. Hummer- (englisch Lobster) Cairns bezeichnet. Einige sind kürzer als 20 m; eine Länge von etwa 30 m ist der Durchschnitt. Die maximale Breite beträgt etwa die Hälfte der Länge. Die meisten scheinen in der frühen Jungsteinzeit, ab 3500 v. Chr. errichtet worden zu sein, viele blieben bis in das Endneolithikum (2200 v. Chr.) in Gebrauch. Etwa 50 Anlagen wurden untersucht.

## Die Typen
Es gibt fünf primäre Untertypen (englisch central, dual, full, open und transeptal). Sie haben entweder außen oder zentral gelegene Höfe (englisch courts). In der Mehrheit der Fälle liegt ein einzelner Hof vor. Die Höfe sind (abgesehen von den Sonderformen) halbrund, rund oder oval.
- a) zur Umgebung offen und auch als „Half-Court“ bezeichnet wird der Typ „open“ z. B. Browndod, Keel East oder Clady Halliday.
- b) bis auf einen schmalen Zugang geschlossen ist der (Fullcourt) z. B. Ballyglass und Cloghanmore, der im breiteren, gewöhnlich dem östlichen Teil des trapezoiden Steinhügels liegt, obwohl die Untersuchung bei Creevykeel eine Änderung des Hofes anzeigt, der in der zweiten Phase umgebaut worden sein könnte.
- c) Steinhügel mit Galerien und Höfen an beiden Enden werden „Dual-Court“ Cairns genannt (Boho, Cohaw, Gartnanoul). Gelegentlich sind die Steinhügel dieses Typs rechteckig, mehrheitlich jedoch trapezoid (Audleystown). Aghanaglack ist eine mit leicht schräg zueinander ausgerichtete Galerien versehene Anlage mit je zwei Kammern pro Seite (bei Cohaw sind es insgesamt fünf).
- d) Die vierte, seltenere Variante, betrifft einige ungewöhnliche „Central-Court“ Cairns, z. B. Magheraghanrush. Der Hof liegt mittig im Steinhügel, die Galerien liegen axial an beiden Seiten des Hofes. Der Steinhügel ist in der Mitte am breitesten und verjüngt sich zu beiden Enden hin. Der lateral Zugang liegt in der Mitte, an der breitesten Stelle des ovalen Hofes.
- e) noch seltener ist die transeptale Form, bei der die Kammer(n) Seitennischen haben (Court Tomb von Behy).

Im Norden der Provinz Munster gibt es mindestens vier atypische Court Tombs, die aber gleichzeitig mit anderen in Irland zwischen 3700 und 3570 v. Chr. genutzt worden zu sein scheinen. Diese Anlagen werden zum Typ North-Munster gezählt. Sie sind sehr schmal, mit geraden Seiten an den „Courts“ und kurzen absatzförmigen Cairns. Interessanterweise zeigt eine der Anlagen, Parknabinnia, dass kurz nach 3000 v. Chr. die hintere Kammer blockiert wurde und nur die vordere weitergenutzt wurde. Die Höfe erschließen die Galerie(n) mit ihren Kammern. Auf zwei Höfen außerhalb des Hauptverbreitungsgebietes der Court Tombs, fanden sich kleine U-förmige Steinhügel (Ballynamona Lower und Shanballyedmond). Der Steinhügel von Shanballyedmond wurde bei der Ausgrabung völlig abgetragen und erbrachte interessante Ergebnisse. Ein trichterförmiger Vorbereich zur Galerie und die Galerie selbst waren gepflastert. Der Steinhügel war mit Randsteinen und Trockenmauerwerk gefasst. Etwa 2,3 m vom Steinhügel entfernt wurde eine U-förmige Anordnung von 34 Postlöchern gefunden.

## Hügel
Ein meist langer, oft trapezförmiger Hügel aus Bruchstein wurde über mehreren, zumeist (2 in West-, 4 in Ostirland – Creggandevesky hat 3) hintereinander liegenden Kammern (Galerien) errichtet. Eine Einfassung umgibt die Cairns und die innenliegenden Höfe. Der Hof wird auf der Seite der Galerie(n) durch eine gestaltete Exedra begrenzt, die zumeist aus Orthostaten besteht. Die Orthostaten sind häufig in der Nähe des Zugangs zu den Galerien besonders hoch. Ausgrabungen haben gezeigt, dass die Räume zwischen ihnen mit Zwischenmauerwerk gefüllt waren, so dass die Steine wie Tafeln in einer geschlossenen Wand aussahen. Andere Höfe, wie der von Behy, im County Mayo, waren mit Trockenmauerwerk umgrenzt.

## Galerie
Die Galerie besteht aus bis zu vier Kammern, die mehr symbolisch voneinander getrennt sind. Manchmal liegt ein Schwellenstein zwischen zwei seitlichen Pfosten. Statt einer Schwelle, die den Zugang zum Raum erlaubt, schließen mitunter auch höhere Platten, Septal-Steine genannt, den Raum zwischen den Pfosten. Die Kammern sind Teil einer durch einen Trilithenzugang markierten axialen Galerie, die vom Hof (oder den Höfen) aus zugänglich ist. Galerien werden oben durch horizontal aufgelegte Platten, durch Kraggewölbe oder eine Kombination der Deckenarten geschlossen. In den meisten Fällen fehlt dieses Dach heute vollständig, aber bei Carrowbeagh, im County Mayo ist es erhalten. Einige Anlagen haben in der Galerie Seitenkammern (Behy, County Mayo). Cloghanmore hat zwei koaxial parallel liegende Galerien. In Deerpark, County Sligo, liegen zwei parallele Galerien am einen Ende des Hofes und eine einzelne am anderen Ende. Eine ungewöhnlich lange Galerie überlebte in Moytura, Highwood im County Sligo. Bei Cloghanmore in Malin More County Donegal befinden sich auf zwei Orthostaten der Hofeinfassung Petroglyphen, die aber stilistisch in die Eisenzeit gehören.
Manche Anlagen haben an den Langseiten der Cairns separate, vermutlich nachträglich eingebaute, Seitenkammern mit eigenen Zugängen (z. B. Annaghmare, Creevekeel, Cregganconroe und die Court Tombs von Tullyskeherny). Einige liegen am Außenrand des Cairns, aber viele liegen weiter Innen und haben einen kurzen Gang. Einige Anlagen haben diese nachträglichen Seitenkammern im Hofbereich.

## Knochenmaterial
Laut L. Flanaghan wurden (Stand 1998) 36 Court Tombs ausgegraben oder untersucht. In 13 von ihnen fanden sich aufgrund der Bodenverhältnisse keine Knochen. In den übrigen 23 wurden nur teilweise identifizbare Knochen gefunden. Lediglich fünf (alle in Ulster) bargen unverbrannte Knochen. Die Anlagen, die Informationen lieferten, wie Clontygora, enthielten verbrannte Knochen von einem Erwachsenen, während in Carrick East der Knochen eines Erwachsenen gefunden wurde. In Ballyreagh, County Fermanagh, wurde eine Frau im Alter zwischen 25 und 35 erkannt, während in Aghnaskeagh, County Louth, die verbrannten Knochen als die einer Frau und eines Mädchens identifiziert wurden.

## Schottland
Die schottischen Clyde Tombs (z. B. Cairnholy I und II, bei Newton Stewart) sind ungefähre Entsprechungen der irischen Court Tombs. Die Form hat indes in England Vorläufer in der Holzkammer von Haddenham in Cambridgeshire, wo das Moor eine hölzerne Kammer mit fünf intakten Skeletten konservierte, aber auch mit der Pfahlkonstruktion des Langhügels von Street House in Yorkshire. Clyde Tombs haben gegenüber Court Tombs eine wesentlich höhere Exedra. Die schottischen Nutzer bevorzugten im Allgemeinen die Körperbestattung, während in Irland die Einäscherung üblich war.